# جک لندن (ورزشکار)
جک لندن (انگلیسی: Jack London؛ ۱۳ ژانویه ۱۹۰۵ – ۲ مه ۱۹۶۶ (aged 61)) ورزشکار دو و میدانی اهل بریتانیا بود.
وی در مسابقات کشوری و بین‌المللی در مجموع برندهٔ ۱ مدال نقره، ۱ مدال برنز شده‌است.